# YB-60 (航空機)
YB-60とは、アメリカ合衆国の航空機メーカーであったコンベアがアメリカ空軍向けに開発していた爆撃機。B-36爆撃機を純ジェット化した機体であり、開発当初はXB-36Gと呼称していた。B-52爆撃機との競争試作であり、試作のみで量産はされなかった。

## 概要
B-36の改造型であり、72%の部品に共通性を持っていたが、機首や主翼面などは新設計となっている。主翼の厚さはB-36と同様に分厚かった。そもそもコンベアがYB-60を開発しようとしたのは、1960年代の次期戦略爆撃機をめぐる非公式の競争があり、ボーイングが全く新しい設計思想に基づくジェット爆撃機であるB-52を開発しようとしていた。そのためコンベアはボーイングの計画がゼロから始まるため失敗するリスクがあることに着目し、むしろ既存のデザインを改良するコンベアの提案の方が失敗するリスクも少なく開発費用も安あがりであるとした。
1951年3月に空軍から予算が付けられ、フォートワース工場で製作が開始された。この機体はB-52と同様にジェットエンジンを主翼の下にパイロンでつるされた4基のポッドに2発1組にした8発ジェット機であった。もしボーイングがB-52の開発に失敗した場合にはB-60として1960年代のアメリカ空軍の戦略爆撃機としてコンベアが大量発注を受けられる見込みは充分にあった。

## 初飛行
B-36の乗員が15名であったのに対しYB-60の乗員が5名と少なくなっており、操縦系統の自動化が進められていたが依然として人的部分が残されていた。また様々な武装を施す構想もあったが、試作機では尾翼の2つの20mm機銃のみであった。B-52よりも早く初飛行することを目標に製作されたが、1952年4月18日に初飛行したときには、3日前にボーイングは試作機のYB-52の初飛行に成功していた。しかもYB-60は多くの点でYB-52に性能的に劣っているのは明らかであった。YB-60は同じエンジンを同じ数だけ使用しているにもかかわらず160km/h以上も遅く、操縦が難しいという問題もあった。唯一勝っていたのは爆弾搭載量でYB-52が43,000ポンド（20t）に対してYB-60は72,000ポンド（33t）であったが、しかし空軍はそれについては重要視しなかった。そのためB-60としてアメリカ空軍に制式採用される見込みがなくなり、21世紀初頭に至る現在までの戦略爆撃機の地位はB-52が担うことになった。

## その後
コンベアによる試験飛行はわずか66時間行われただけで1953年1月20日に終了した。2機目の試験機は武装は完全装備されていたがエンジンは取り付けられなかった。2機とも1954年に空軍に引き渡されたが、二度と飛行することは無く、両方ともその年の7月までに技術研究素材として廃棄された。